# Wolfgang Jobst

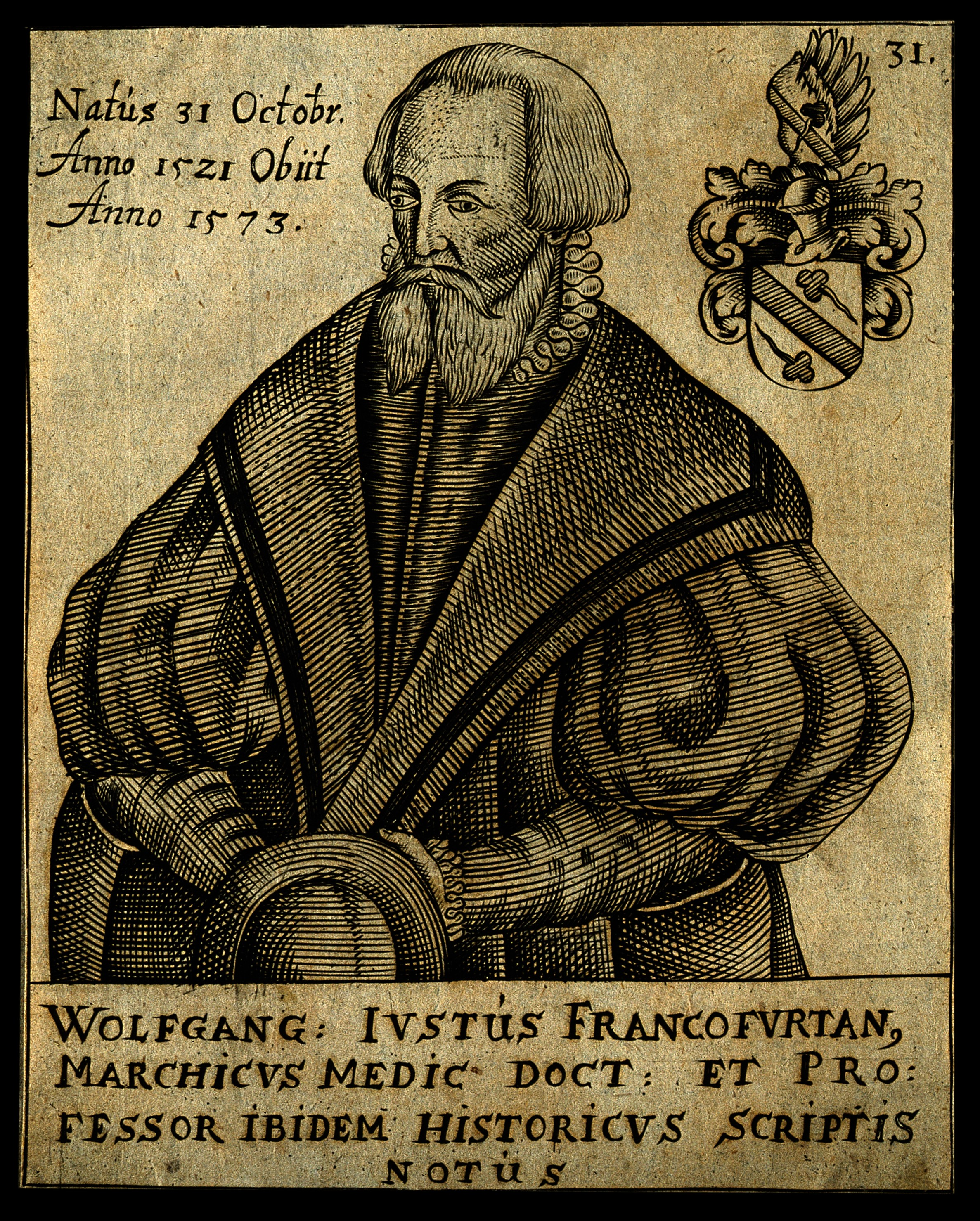
Wolfgang Jobst, in Martin Friedrich Seidels Bilder-Sammlung

Wolfgang Jobst (auch Justus; * 31. Oktober 1521; † 31. Mai 1575 in Frankfurt (Oder), Kurfürstentum Brandenburg) war ein Gelehrter und Geschichtsschreiber in Frankfurt (Oder).

## Leben
Der Vater Hieronymus Jobst war Bürgermeister in Frankfurt, die Mutter Ottilia eine Tochter des Bürgermeisters Peter Wernitzer.
Wolfgang Jobst besuchte die Lateinschule in Frankfurt und immatrikulierte sich 1534 als 13-Jähriger an der Universität. 1541 erhielt er den Grad eines Baccalaureus artium. 1543 studierte Jobst in Wittenberg und Leipzig und wurde 1544 Magister in Frankfurt. 1548 war er bereits Dekan der dortigen Artistenfakultät und 1551 erstmals Rektor der Universität.
Wolfgang Jobst studierte auch Medizin und wurde 1559 zum Doktor promoviert. Danach lehrte er als Professor physices (der Medizin?). 1575 (nicht 1573) starb er.
Wolfgang Jobst war der bedeutendste brandenburgische Geschichtsschreiber seiner Zeit. Er verfasste die erste Landesbeschreibung der Mark Brandenburg, eine ausführliche Geschichte der Stadt Frankfurt (Oder), sowie weitere Werke. Diese wurden von Historikern späterer Jahrhunderte als wertvolle Grundlagen geschätzt.
Martin Friedrich Seidel veröffentlichte 1671 ein Kupferstichporträt von ihm.